# Marco Di Battista
Marco Di Battista (Roma, 13 ottobre 1964) è un pianista italiano.

## Biografia
Marco Di Battista, pianista jazz, arrangiatore e compositore jazz, è diplomato in jazz e popular music.
Si è specializzato nei corsi invernali di Siena Jazz e nel 1993- 94 al Teatro Rasi nei seminari di Ravenna Jazz, sotto la guida dei pianisti Paul Bley e John Taylor.
Dal 1996, in qualità di didatta, ha insegnato piano jazz, musica d'insieme, armonia jazz presso diversi istituti privati italiani come l'Accademia Musicale Pescarese e L'European Musicians Institute.
Da Docente esterno ha insegnato, nell'ambito di un breve ciclo d'incontri, presso L'Università G. D'Annunzio di Chieti, facoltà di lettere ad indirizzo musicologico. Da relatore, Di Battista, ha realizzato il ciclo d'incontri Fusioni nel jazz contemporaneo, una serie di interventi musicologici, sociologici, antropologici, economici sul jazz europeo e le lezioni concerto Temi e tempi del jazz.
Nell'anno accademico 2022-2023 è stato docente di "piano jazz" nel conservatorio G.B. Pergolesi di Fermo. È titolare della cattedra di "storia del jazz" e "analisi delle forme jazz" presso il Conservatorio "Luisa D'Annunzio" di Pescara. Nel biennio 2020-2022 ha insegnato le stesse materie alle dipendenze del Conservatorio "Alfredo Casella" di L'Aquila. Nel 2016 ha condotto il corso di "tecniche d'improvvisazione" presso il Conservatorio "Nino Rota" di Monopoli, in questa stessa istituzione, nel 2012, è stato contitolare a contratto della cattedra di "storia del jazz". Sempre nel 2012 ha dato alle stampe il libro C-Minor Complex, un saggio analitico sull'opera di Lennie Tristano. Del 2014 -15, i libri Improvvisazione jazz consapevole - volumi 1 e 2,  testi che offrono numerosi strumenti per entrare in maniera informata e lucida nel mondo dell'improvvisazione.
Diversi musicisti jazz rinomati sulla scena nazionale ed internazionale hanno studiato con lui come: Claudio Filippini, Diana Torto, Lorenzo Paesani, Bruno Marcozzi. Di Battista svolge regolare attività concertistica suonando in Italia e all'estero. Ha collaborato con i più significativi musicisti della scena italiana ed internazionale. Dal 2014 coopera al progetto di elettronica sperimentale Soundscape's Activity, ideato dal sound designer, pianista ed esperto di nuove tecnologie applicate alla musica Marcello Malatesta, con cui ha inciso due album. Ha registrato sei CD a suo nome ed è presente come "sideman" in molti lavori discografici. Marco Di Battista appare come figura eminente del jazz italiano nei libri: “Dizionario del Jazz Italiano”, del giornalista, critico, saggista Flavio Caprera, ne' “Le rotte della musica”, del giornalista e critico Fabio Ciminiera, in "Una carezza sulle ali: 78 interviste sulla musica jazz", del critico musicale Guido Michelone.
Ha fondato nel 2000 e dirige tuttora il webmagazine Jazz Convention  e, per la televisione, ha curato diversi programmi riguardanti il jazz come autore e come conduttore (Fusioni nel jazz, Jazz Convention on tv). Collabora nell'area didattica del webmagazine Jazzitalia; è coordinatore generale del portale di cultura Theorein ed è direttore artistico di diverse rassegne di Jazz.
Ha scritto testi e musica per spettacoli teatrali di jazz tra i quali ricordiamo: Tracce di cera, breve storia del jazz all'interno dell'evoluzione dei supporti di registrazione. Ha realizzato alcuni video tutorial didattici: armonizzazione della melodia 1 e 2. Tiene, via internet, un corso di piano jazz sincrono di e-learning  Archiviato il 24 aprile 2016 in Internet Archive..

## Formazioni
- Marco Di Battista Four
- Marco Di Battista Dino Plasmati Open Quartet
- Ozone trio
- Emisphere
- Soundscape's Activity

## Discografia
- 1998 Marco Di Battista - Jatzìa (Idea Suoni, IDE08)
- 2002 Marco Di Battista - Pessoa (Splasc(H) Records, CDH757.2)
- 2004 Marco Di Battista - Rosetta Stone (Wide Sound, WD139)
- 2005 Marco Di Battista - Two (Factory Jazz, FRC021)
- 2009 Marco Di Battista, Carmine Ianieri - Witch Hunt (JC Jazz Factory, JC0109)
- 2010 Luca Falsetti, Pippo Matino - Guests Book (Jazz Daily)
- 2013 Marco Di Battista, Franco Finucci - Sonic Latitudes (JC Jazz Factory, JC0113)
- 2014 Soundscape's Activity - Soundscape's Activity (JC Jazz Factory, JC0114)
- 2015 Soundscape's Activity - Elektromagnetik Sketches (Revenge Records, rev0004)
- 2018 Franco Finucci, Stefano Di Battista - Taleia (Abeat Records, C5 Abjz 562)
- 2019 Soundscape's Activity - The War Of the Worlds (Revenge Records, rev0011)
- 2023 Marco Di Battista - Yehà (Abeat Records, ABJZ 251)
- 2024 Marco Di Battista - Clash With the Three Of Me (JC Jazz Factory, 14JC24)

## Pubblicazioni didattiche
- 2018 Improvvisazione Jazz Consapevole (volume 3)  -  Lulu Enterprises, Inc. Raleigh, N.C. USA ISBN 978-0-244-69100-4
- 2015 Improvvisazione Jazz Consapevole (volume 2)  -  Lulu Enterprises, Inc. Raleigh, N.C. USA ISBN 978-1-326-43394-9
- 2014 Improvvisazione jazz consapevole (volume1)  -  Lulu Enterprises, Inc. Raleigh, N.C. USA ISBN 978-1-291-73224-5
- 2012 Lennie Tristano C-Minor Complex  -  Lulu Enterprises, Inc. Raleigh, N.C. USA ISBN 978-1-291-08480-1
- 2012 Jazz Video Tutorial - Armonizzazione della melodia 1 e 2  -  Creative Commons RC You Tube
- 2000 Elementi di piano jazz  - Creative Commons Attribuzione-NC-ND 2.5 Italia License